# آل الزيادنة
آل الزيادنة (وتُسمى أيضاً الزيداني وبنو زيدان) كانت عشيرة عربية مقرها في الجليل. وقد اشتهروا باسم أحد مشايخهم ظاهر العمر الزيداني، الذي حكم، من خلال مزارع الالتزام الخاصة به واحتكاراته الاقتصادية ودعمه الشعبي وقوته العسكرية، مشيخة تتمتع بحكم شبه ذاتي في شمال فلسطين والمناطق المجاورة خلال القرن الثامن عشر.

## تاريخهم

### أصولهم
وبحسب المؤرخ أحمد حسن جودة، فإن أصول الزيادنة غامضة، لكن من المؤكد أنهم كانوا من أصول قبلية عربية. يزعم أفراد العشيرة أنهم ينحدرون من زيد، ابن الحسن بن علي وحفيد الإمام علي، رابع الخلفاء الراشدين. إلا أن المؤرخين ميخائيل الصباغ وعيسى المعلوف يؤكدان أن جد العشيرة كان بالأحرى رجلاً اسمه زيدان، ومن هنا جاء اسمهم بنو زيدان أو الزيادنة. يعتقد العديد من المؤرخين أن أصل العشيرة يرجع إلى الحجاز (غرب شبه الجزيرة العربية)، وأنهم هاجروا إلى بلاد الشام أثناء قتال صلاح الدين الأيوبي في المنطقة في أواخر القرن الثاني عشر.
عاش أفراد الزيادنة في محيط معرة النعمان، وهي مدينة تقع على الطريق الرئيسي بين دمشق وحلب، وذلك خلال الفترة العثمانية المبكرة (1517-1917). كانوا عشيرة شبه بدوية وصغيرة نسبياً تضم ما يقرب من خمسين شخصاً، وبالتالي كانوا تحت حماية قبيلة بني أسد الأكثر تعداداً، وفقاً للصباغ.
```
ومع ذلك، يشير 
جودة
 إلى أنه لا يوجد سجل لقبيلة بني أسد في بلاد الشام خلال ذلك الوقت. ويؤكد الصباغ أن الزيادنة أقاموا من قاعدتهم بالقرب من معرة النعمان، علاقات مربحة مع التجار من حلب ودمشق، وأصبح شيخ العشيرة ثرياً بما يكفي ليصبح هدفاً لحُماتهم من بني أسد. وتعرض الزيادنة للهجوم منهم فاتجهوا جنوباً، واستقروا في نهاية المطاف في 
طبريا
 في 
الجليل الشرقي
.
[
2
]
```

وكانوا من المسلمين السنة، وينتمون قبلياً إلى فصيل القيسية المعادي لليمانية.

### استقرارهم في الجليل
لا تُعرف هوية الشيخ الزيداني الذي استقرت العائلة في طبريا في القرن السابع عشر بشكل قاطع. وتشير إليه عدة مصادر بـ«أبو زيدان». وكان أول فرد من الأسرة يُذكر في السجل التاريخي هو الشيخ عمر الزيداني. ووالده هو الشيخ صالح، الذي عرف بسمعته الطيبة ودوره القيادي في ناحية الشاغور في الجليل الأوسط. ومن المحتمل أن يكون والد عمر أو أسلافه الآخرين قد استأجروا الالتزام (مزارع ضريبية محدودة المدة) في المنطقة من أمراء الدروز في جبل لبنان من أسرة معن، الذين غالباً ما كانوا يشرفون على التزام صفد. ومن الواضح أن الزيادنة كان لهم موطئ قدم في وادي الشاغور، وانتزعوا السيطرة عليه من الشيخ الدرزي في قرية سلامة القريبة. نهب الزيادنة قرية سلامة في وقت ما بين 1688 و1692. كما دمروا تسع قرى درزية أخرى في نفس المنطقة، بما في ذلك الكمانة ودلاتة.
عُين عمر، في الواقع، ملتزماً في سنجق صفد (المنطقة المالية) حوالي 1698، من قبل بشير الشهابي، وهو من نسل المعنيين من جهة الأم والذي ورث زعامة الدروز في جبل لبنان والالتزام في صفد من قبل والي صيدا. بلغ عمر من القوة بحلول 1703، بحيث اعتبره نائب القنصل الفرنسي في صيدا «شيخ الجليل الأعلى»، بينما كان شقيقاه علي وحمزة من الملتزمين في الجليل الأسفل الغربي وفي محيط الناصرة، على التوالي، خلال ذلك الوقت.
توفي عمر في 1706 وخلفه ابنه الأكبر سعد على رأس الزيادنة. عُزل الزيادنة من التزامهم من قبل والي صيدا في العام التالي، بعد وفاة البشير، ولكنهم استعادوا التزامهم من قبل خليفة بشير، حيدر الشهابي، عندما هزم منافسيه الدروز حول السيطرة على التزام بشير السابق في 1711. أُجبر الزيادنة على مغادرة منطقة طبريا حوالي 1707، ودعتهم قبيلة بني صقر للاستقرار في مكان آخر في الجليل، والتي كانت تسيطر على المنطقة الواقعة غرب طبريا. واختار سعد العيش في عرابّة البطوف.

### سيطرتهم على الجليل
وسع الزيادنة نفوذهم وأراضيهم على جزء كبير من الجليل خلال ثلاثينيات القرن الثامن عشر، مع ظهور شقيق سعد الأصغر، ظاهر العمر، كزعيم بارز للعائلة. والذي استولى على مدينة طبريا، وتحصل على التزامها، وحصنها لتكون مقراً له بدءاً من 1730 تقريباً. ونقل سعد مقر العائلة من عرابة إلى دير حنا القريبة، والتي حصنها تحصيناً كبيراً. وواصل ابن عمهم محمد (ابن عمهم علي) السيطرة على منطقة شفا عمرو من مقر والده في الدامون. كان ظاهر وعائلته قد حصلوا على التزام أو فرضوا سيطرتهم بطريقة أخرى على صفد وضواحيها، والناصرة، وقلعة جدين وسهل عكا الساحلي، وقرى البعنة المحصنة في الشاغور، ودير القاسي، وسحماتا وذلك بحلول 1740.
صمد الزيادنة تحت حكم ظاهر وسعد أمام الحصار الذي فرض على مقرهم في طبريا ودير حنا في عامي 1742 و1743 من قبل والي دمشق سليمان باشا العظم، الذي كان يحظى بدعم الباب العالي في القسطنطينية. فشل الحصار ومكّن الانفراج اللاحق طويل الأمد الذي جرى التوصل إليه مع خليفة سليمان باشا، أسعد باشا العظم، ظاهر من التركيز على الاستيلاء على قرية عكا الساحلية الاستراتيجية. فاحتلها في 1744 وحصل على الالتزام بحلول 1746. وفي هذه العملية، اعتقل ابن عمه محمد الدامون وأعدمه لإزاحته كمنافس على النفوذ في عكا.

### الصراع الداخلي

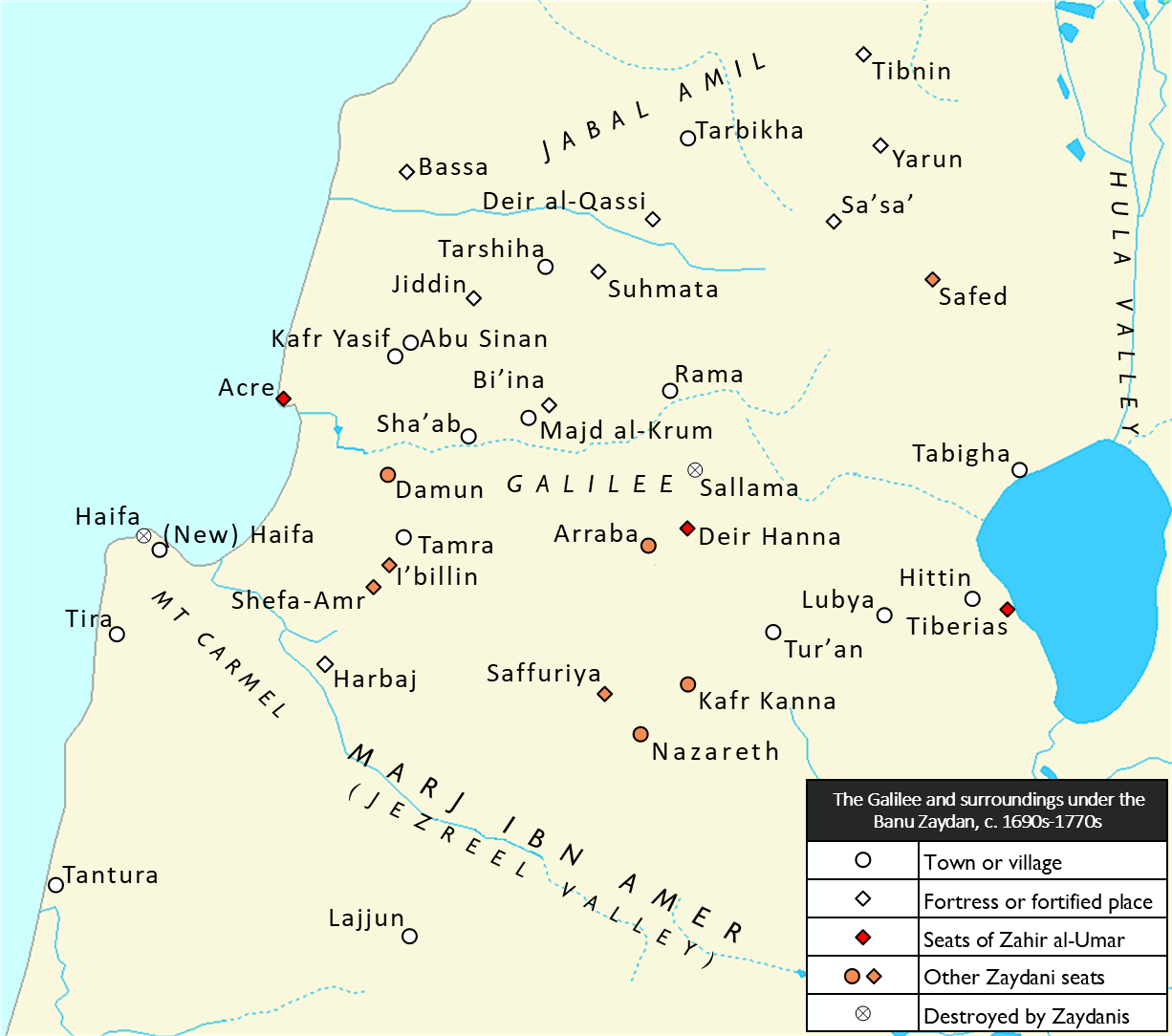
ممتلكات الزيادنة في عهد ظاهر العمر في الجليل والمناطق المحيطة بها. تظهر ممتلكات الظاهر باللون الأحمر، بينما ممتلكات مشايخ الزيادانة الآخرين باللون البرتقالي

اتخذ ظاهر مقراً له في عكا منذ 1750، وثبت أبنائه في الحصون الاستراتيجية عبر الجليل لحماية مصالحه هناك، وتحديداً عن طريق مراقبة زعماء القرى المرؤوسين وحماية مناطقه من غارات البدو. وعلى الرغم من أن إسناد هذه الأوامر إلى أبنائه كان يهدف إلى ضمان قبضته على المنطقة، فإن أبنائه حاربوه في نهاية المطاف، وحاربوا بعضهم البعض، من أجل السلطة والنفوذ. تكثفت هذه العملية في ستينيات القرن الثامن عشر، حيث سعى الأبناء إلى تعزيز مواقعهم تحسباً لوفاة والدهم المسن. كان لأبناء ظاهر أمهات مختلفات وكثيراً ما كانوا يعتمدون على أقاربهم من جهة الأم في هذه النزاعات. اعتبر أبناء ظاهر الثلاثة الأكبر سناً؛ صليبي وعثمان وعلي، أنفسهم خليفة والدهم المنتظر، والأخيران على وجه الخصوص، كانا المحركان الرئيسيان للتمردات لمزيد من السيطرة الإقليمية.
تمرد عثمان في وقت مبكر من 1753، وأقام قاعدة في جنين، معقل منافس الزيادنة، آل جرار. ومن هناك، حاك المؤامرات ضد ظاهر، الذي أسره ونفاه إلى مصر لفترة غير واضحة. كما اكتشف ظاهر مؤامرة دبرها سعد في 1761، والذي كان حتى ذلك الحين كبير مستشاريه وشخصية رئيسية وراء نجاحاته، للإطاحة به واستبداله بدعم من عثمان. أقنع ظاهر عثمان باغتيال سعد مقابل السيطرة على شفا عمرو. قتل عثمان سعد، لكن مناشدات سكان شفا عمرو دفعت ظاهر إلى التراجع عن تعيينه. فحاصر عثمان شفا عمرو في 1765، بدعم من إخوته الأشقاء أحمد وسعد الدين، الذين أغضبهم أيضاً رفض ظاهر التنازل عن المزيد من الأراضي لهم. وبتوجيهات من ظاهر، نجح السكان المحليون في الدفاع عن المدينة. ثم ناشد الإخوة الثلاثة ابن ظاهر الأكبر والأكثر ولاءً، صليبي، الذي كان مسؤولاً عن طبريا منذ حصار سليمان باشا الفاشل، للتدخل نيابة عنهم، لكن صليبي لم يتمكن من إقناع والده بتقديم تنازلات.
ثم حاول الإخوة الأربعة إحياء تحالفهم مع صقر، الذي هُزم منذ ذلك الحين في مرج ابن عامر في 1762. وفشلت جهودهم عندما رشى الظاهر القبيلة لحجب دعمهم. وبعد ذلك، سجن عثمان في حيفا لمدة ستة أشهر قبل نفيه إلى قرية قريبة من صفد. جدد عثمان تمرده ضد الظاهر في مايو 1766، بدعم من عشائر الجليل الدرزية، لكن هذا التحالف هُزم على يد الظاهر. نتجت عن وساطة إسماعيل شهاب حاكم حاصبيا معاهدة سلام بالقرب من صور حيث تصالح ظاهر وعثمان. وبالتالي مُنح عثمان السيطرة على الناصرة.
اندلع صراع بين ظاهر وابنه علي في سبتمبر 1767، الذي كان مقره الرئيسي في صفد، بسبب رفض الأول التنازل عن السيطرة على قريتي دير حنا ودير القاسي الاستراتيجيتين. كان علي مخلصاً للظاهر وأثبت فعاليته في مساعدته على قمع المعارضة بين أبنائه الآخرين وفي المعارك ضد الأعداء الخارجيين، قبل خلافهما. زحفت قوات ظاهر نحو صفد في وقت لاحق من ذلك الشهر، وضغطت على علي للاستسلام. وعفا عنه الظاهر وتنازل عن دير القاسي. تجدد الصراع داخل الأسرة بعد أسابيع، حيث كان علي وشقيقه سعيد يستعدان ضد الظاهر وعثمان. توسط إبراهيم الصباغ، مستشار ظاهر المالي، في التوصل إلى تسوية، حيث منح سعيد السيطرة على قريتي طرعان وحطين.
رفض علي التفاوض، مع استمراره في السعي للسيطرة على دير حنا، وهو ما حرمه منه ظاهر. حصل علي على دعم صليبي، وهزم الاثنان والدهما، الذي سرح منذ ذلك الحين قواته وكان يعتمد على متطوعين محليين من عكا. أعاد ظاهر حشد مرتزقته المغاربيين في عكا وهزم علي الذي فر بعد ذلك من دير حنا في أكتوبر. أصدر ظاهر، تعاطفاً مع أبناء علي الذين بقوا في قرية القلعة، عفواً عنه بشرط أن يدفع 12.500 قرشاً و25 حصاناً عربياً مقابل القلعة. ثم هدأت الخلافات داخل أسرة ظاهر بحلول ديسمبر 1767.
تأججت تمردات أبناء ظاهر بدعم دائم تقريباً من والي دمشق، عثمان باشا، الذي سعى إلى الحفاظ على المعارضة الداخلية لإضعاف ظاهر. قدم الأخير شكاوى إلى الباب العالي بشأن دعم عثمان باشا لأبنائه المتمردين مرة واحدة على الأقل في 1765. حصل ظاهر على دعم والي صيدا محمد باشا العظم، معارض عثمان باشا الذي سعى إلى إعادة العظم إلى منصبه في دمشق. وعلى الرغم من أن دعم صيدا لم يكن له أي قيمة عسكرية عملية، فإن دعم الوالي الاسمي لظاهر منحه الشرعية الرسمية في خضم تمرد عائلته.

## الأحفاد

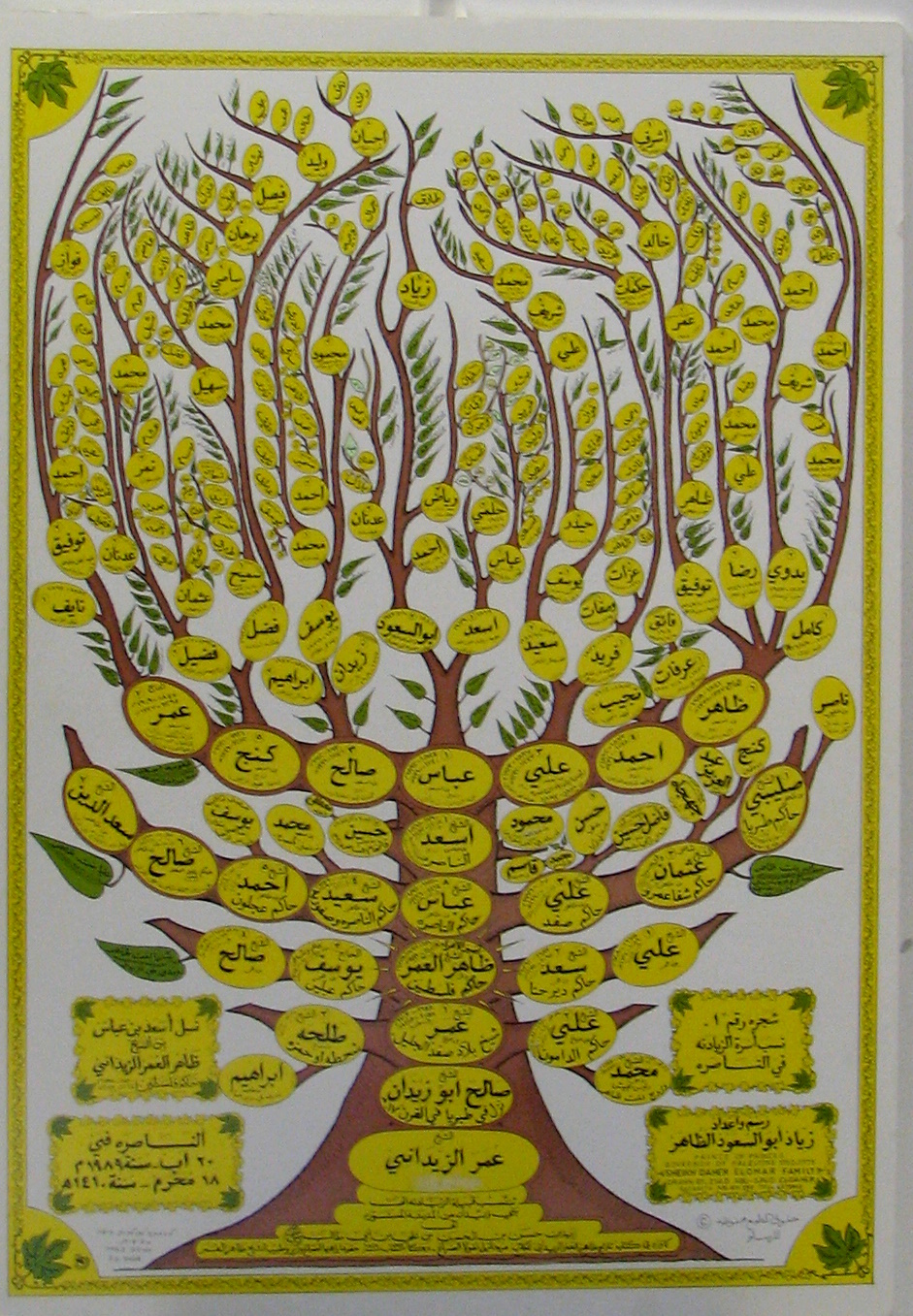
فرع شجرة عائلة ظاهر العمر المنحدرة من عشيرة الزيادنة حتى النسل الحالي

كانت عائلة البشير الزيداني، من أحفاد الزيادنة في حيفا خلال القرن التاسع عشر وأوائل القرن العشرين، مؤثرة بين علماء حيفا المسلمين ومحكمة الشريعة. تضاءلت مكانة عائلة البشير بين المكاتب الدينية في حيفا بحلول ثمانينيات القرن التاسع عشر، وبحلول ذلك الوقت خسروا معظم ممتلكاتهم.
يستخدم العديد من أحفاد الزيادنة في إسرائيل المعاصرة لقب «الظواهرة» أو «الظواهري» تكريماً لظاهر (المنطوق بالعامية باسم «ضاهر»). ويعيش معظمهم في مناطق الجليل مثل الناصرة والبعينة وكفر مندا، ومن قبل في قرية الدامون قبل تهجير سكانها في الحرب العربية الإسرائيلية في 1948.
استقر أحد أعضاء الزيادنة، يوسف عباس، في عمان في شرق الأردن في أواخر القرن السابع عشر. وبعد حوالي ثلاثة عقود، هاجرت عائلته إلى إربد وأصبح يطلق عليها منذ ذلك الحين اسم «التل». سميت العائلة التل لأنهم كانوا يعيشون في عمان بالقرب من قلعة المدينة التي بنيت على تل. استمر أبناء يوسف الأربعة، حسين، وحسن، وعبد الرحمن، وعبد الرحيم وأحفادهم المعاصرين في استخدام لقب التل، وأحياناً مع «يوسف» كسابقة. خدم أفراد عائلة التل من إربد في مناصب حكومية عثمانية مختلفة في القرن التاسع عشر وأوائل القرن العشرين. شاركت العائلة في تأسيس إمارة شرق الأردن، وهي محمية بريطانية تحت الحكم الاسمي للأمير عبد الله ولعبت أدواراً بارزة في حكومتها. ومن بين أفراد الأسرة البارزين اللواء في الفيلق العربي الأردني، عبد الله التل، ورئيس الوزراء الأردني وصفي التل ووالده الشاعر مصطفى وهبي التل.
يدعي محمد أنور حديد، المطور العقاري الفلسطيني الأمريكي المقيم في بيفرلي هيلز، والد عارضي الأزياء جيجي وبيلا وأنور، أنه ينحدر من ظاهر العمر من جهة والدته.